# Tardajos
Tardajos è un comune spagnolo di 794 abitanti situato nella comunità autonoma di Castiglia e León.